# Callyna leucosticha
Callyna leucosticha là một loài bướm đêm trong họ Noctuidae.